# Margarethe Hahn-Böing
Margarethe Hahn-Böing, Pseudonyme: Margarethe Hahn von der Oste und Margarete von der Oste (* 17. Januar 1877 in Uerdingen; † 1. Juli 1956 in Hamburg-Eppendorf) war eine deutsche Autorin.

## Leben und Wirken
Margarethe Böing wurde als Tochter des Mediziners Heinrich Wilhelm Böing und Hermine, geb. Krick in Uerdingen geboren und verbringt hier Am Rheintor 4 ihre Kindheit. Die Eindrücke dieser Kindheit kommen im späteren literarischen Werk der Künstlerin immer wieder zum Ausdruck. 
Schon früh zeigte sich Margarethes musische Begabung, die durch Musikunterricht in Uerdingen und später Düsseldorf gefördert wurde. Mit 15 Jahren zog sie allein nach Berlin und wurde Schülerin des Pianisten und Komponisten Karl Klindworth. Mit 17 gab sie bereits Konzerte. Kurz danach siedelten die Eltern mit Margarethe nach Seehof bei Berlin um.
Wegen ihrer Beziehung mit dem 17 Jahre älteren Diederich Hahn beendete sie ihre sich abzeichnende Karriere als Pianistin abrupt. Sie heirateten am 7. August 1897 und zogen gemeinsam in seine Heimat auf das Gut Hanevorth in der Lamstedter Heide. Aus der Ehe gingen drei Söhne und zwei Töchter hervor. 1914 zog ihr Mann als Freiwilliger in den Krieg. Schon seit einiger Zeit schrieb sie. 1913 erschien ihr erstes Buch Lotte von Brobergen, die Geschichte einer Liebe in Briefen aus der Werther-Zeit. Ihr zweites Buch, der Roman Kämpfer wurde 1915 veröffentlicht. 
Am 24. Februar 1918 starb ihr Mann nach kurzer Krankheit. Er hinterließ seiner Frau und seinen fünf Kindern ein unvollständig aufgebautes Gut. Es folgten Jahre der Entbehrung und des Kampfes um das tägliche Überleben für sie und ihre Familie. 1919 musste sie das Gut Hanevorth verkaufen und lebte in ziemlicher Armut.
Erst in den 1930er Jahren besserte sich langsam die Situation und Hahn-Böing wurde wieder schriftstellerisch tätig. Unter ihrem Künstlernamen Margarethe von der Oste erschienen die Bücher  Du meine Springreiterin (1930), Man geht so oft am Glück vorbei (1935), Es geht um Birkenworth  (1936), Dein Vater. Briefe an meine Tochter (1936) und Die vier vom Wolkenkukucksheim (1937). 
Vierzehn Buchtitel von ihr sind bekannt, erschienen in den Jahren von 1913 bis 1952. Obwohl man einigen davon die Einflüsse nationalsozialistischer Ideologie anmerkt, erlebten sie in den 1950er Jahren hohe Auflagen. Als Jugendbücher begehrt war insbesondere Ursula Theen, eine Erzählung vom Niederrhein. Das Buch erschien zuerst 1940 und erlebte 1941, 1948, 1952 und 1970 Neuauflagen; insgesamt erschienen über 100.000 Exemplare. Die Erzählungen Ursula Theen und Liebe kleine Ursula (1952) spielen in ihrem Geburtsort Uerdingen. Noch im Jahr 1955 übersetzte Hahn-Böing im Alter von 77 Jahren unter dem Namen Hahn von der Oste The Madman von Khalil Gibran und arabische Fabeln für deutsche Zeitungen. 
Margarethe Hahn starb am 1. Juli 1956 im Universitätsklinikum Hamburg-Eppendorf.